# デヴィッド・メイゼル
デヴィッド・メイゼル（David Maisel）は、アメリカ合衆国の映画およびブロードウェイのプロデューサー、エンターテイメント事業経営者であり、自己資金調達・自主製作路線のマーベル・スタジオの立役者である。彼は『アイアンマン』、『インクレディブル・ハルク』、『アイアンマン2』、『マイティ・ソー』、『キャプテン・アメリカ/ザ・ファースト・アベンジャー』、『アングリーバード』のエグゼクティブ・プロデューサーである。彼はライヴェントの下で製作したブロードウェイ劇『フォッシー』がトニー賞ミュージカル作品賞を受賞した。

## 生い立ち
メイゼルはニューヨーク州サラトガ・スプリングズで育った。彼はデューク大学を卒業後、ハーバード大学でMBAを取得した。彼の最初の仕事は、ボストン・コンサルティング・グループでのエンターテイメント企業へのアドバイザーであった。

## キャリア
メイゼルは1994年にクリエイティヴ・アーティスツ・エージェンシーにコーポレート・アドバイザー・エージェントとして入社し、同社の創業者兼CEOであるマイケル・オーヴィッツと共に業務を行った。メイゼルは1995年の松下によるMCA/ユニバーサルのシーグラムへの売却を支援した。1995年にオーヴィッツがウォルト・ディズニー・カンパニーの社長に就任した際、同社はメイゼルを企業開発・戦略計画担当部長として起用した。オーヴィッツがディズニーを去った後、彼はメイゼルを次なる事業計画の立案に招いた。オーヴィッツは大手の舞台劇製作会社であるライヴェントの少数株式を取得し、メイゼルを社長に任命した。ライヴェント在籍中、メイゼルは1999年にトニー賞ミュージカル作品賞を受賞したブロードウェイ劇『フォッシー』を製作した。メイゼルはライヴェントを再編し、その後1999年に1億ドルから1億1000万ドルでSFXへの売却を主導した。
1999年から2001年にかけて、メイゼルはヨーロッパ最大のブロードバンド・サービス・プロバイダであるチェロのマネージング・ディレクターを務めた。2001年、メイゼルはエンデヴァー・エージェンシーに加わり、企業戦略と事業開発を率いた。

### マーベル・スタジオ
2003年、メイゼルはマーベル・スタジオのCEO兼会長であるアヴィ・アラッド、そしてCEOのアイザック・パルムッターに対し、マーベルが独自に製作資金を調達し、相互に繋がりのあるシネマティック・ユニバースで映画を製作するという構想をプレゼンした。パルムッターはメイゼルをマーベル・スタジオの社長に任命した。この計画を実行に移すため、メイゼルは総額5億2500万ドルのスレート構造の資金調達を立案した。
2005年、メイゼルはマーベル・スタジオの副会長に昇進し、翌2006年にはマーベル・エンターテインメントのCEO職にも就任した。2007年にマーベル・スタジオの会長に昇進したメイゼルは、2008年のシリーズ第1作にあたる『アイアンマン』の製作を指揮した。2009年、メイゼルはマーベル40億ドルでディズニーに売却する契約を成立させた。2015年にマーベルとディズニーは、メイゼルのマーベル・スタジオ創業時会長としての敬意を表し、『アベンジャーズ/エイジ・オブ・ウルトロン』にスペシャルサンクスとしてクレジットした。

### マーベル以降
2011年7月、メイゼルは『'アングリーバード』の映画製作の特別顧問と映画『アングリーバード』の製作総指揮として、ロビオ・エンターテインメントに雇われた。この映画は2016年5月の公開初週末の興行収入で1位を獲得し、全世界で3億5000万ドルを売り上げた。
2018年、『ニューヨーク・タイムズ』はメイゼルがスクーター・ブラウンと提携してミトス・スタジオを設立し、アスペン・コミックスの株式の半数を取得したと報じた。2018年6月、ミトスはギリシア神話のクピードーを題材としたアニメーションでジャスティン・ビーバーが製作総指揮兼声優として参加することを発表した。クピードーの映画はミトス・スタジオが手がけるシネマティック・ユニバースである「ミトスバース」を構成する作品の1つである。2023年、メイゼルはマイケル・ターナーとジェフ・ジョーンズの美術と創造性に触発され、エコス・ユニバースを発案した。

## フィルモグラフィ
| 年   | 作品                                                                                 | クレジット |
| ---- | ------------------------------------------------------------------------------------ | ---------- |
| 2008 | アイアンマン Iron Man                                                                | 製作総指揮 |
| 2008 | インクレディブル・ハルク The Incredible Hulk                                         | 製作総指揮 |
| 2010 | アイアンマン2 Iron Man 2                                                             | 製作総指揮 |
| 2011 | マイティ・ソー Thor                                                                  | 製作総指揮 |
| 2011 | キャプテン・アメリカ/ザ・ファースト・アベンジャー Captain America: The First Avenger | 製作総指揮 |
| 2016 | アングリーバード The Angry Birds Movie                                               | 製作総指揮 |
| 2019 | アングリーバード2 The Angry Birds Movie 2                                            | 製作総指揮 |